# Amietia viridireticulata
Amietia viridireticulata är en groddjursart som först beskrevs av Martin Pickersgill 2007.  Amietia viridireticulata ingår i släktet Amietia och familjen Pyxicephalidae. IUCN kategoriserar arten globalt som otillräckligt studerad. Inga underarter finns listade i Catalogue of Life.